# Erika Ising
Erika Ising (* 23. April 1928 in Kiel als Erika Leißner; † 28. August 2019 in Berlin) war eine deutsche Germanistin und Sprachwissenschaftlerin. Sie war Mutter von 5 Kindern.

## Leben und Wirken

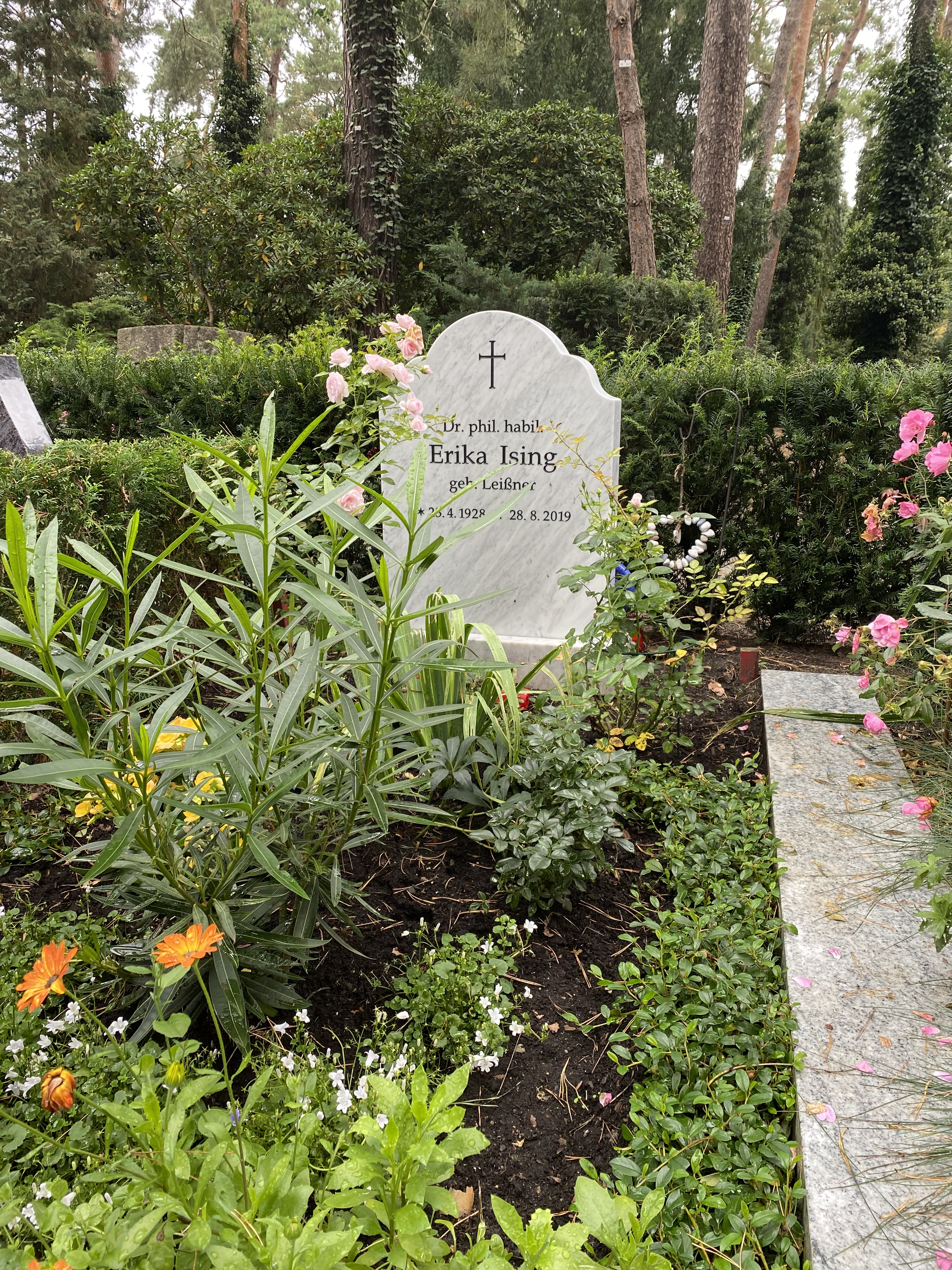
Grabstätte im Feld 004-353

1944, mit 16 Jahren, übernahm sie kleinere Aufträge der Bekennenden Kirche.
Nach dem Abitur 1947 in Berlin studierte Ising von 1947 bis 1952 an der Humboldt-Universität zu Berlin Germanistik, Indogermanistik, Geschichte und Schwedisch. 1957 erfolgte die Promotion zum Doktor der Philosophie. Die Habilitation an der Humboldt-Universität erfolgte 1969. Von 1952 bis 1968 war sie Arbeitsleiterin der Sprachwissenschaftlichen Kommission an der Deutschen Akademie der Wissenschaften zu Berlin. Von 1975 bis 1988 wirkte sie als Forschungsgruppenleiterin des Zentralinstituts für Sprachwissenschaft an der Akademie der Wissenschaften der DDR. Ihre hauptsächlichen Arbeitsgebiete waren die Kommunikationstheorie, historische Linguistik und Soziolinguistik, Sprachkultur und die Geschichte der Sprachwissenschaft.
Nach den Kommunalwahlen in der DDR 1990 war sie bis Dezember des gleichen Jahres stellvertretende Bürgermeisterin von Berlin-Köpenick und Stadtbezirksrätin für Gesundheit und Umweltschutz. Anschließend wurde sie Vorsitzende des Vereins zur Förderung sprachwissenschaftlicher Studien e. V.
Ihre letzte Ruhestätte fand Erika Ising auf dem Waldfriedhof Dahlem.

## Schriften
- Die Sprache im deutschen antifaschistischen Widerstand in  Zeitschrift für Germanistik Vol. 9, No. 4 (August 1988), pp. 404–421[4]
- Die Herausbildung der Grammatik der Volkssprachen in Mittel- und Osteuropa. Studien über den Einfluss der lateinischen Elementargrammatik des Aelius Donatus De octo partibus orationis ars minor. Berlin 1970
- Die Anfänge der volkssprachlichen Grammatik in Deutschland und Böhmen. Berlin 1969
- Wolfgang Ratkes deutsche Grammatiken. Berlin 1957 (Dissertation)